# Doudeauville (Pas-de-Calais)
Doudeauville település Franciaországban, Pas-de-Calais megyében. Lakosainak száma 605 fő (2022. január 1.). Doudeauville Courset, Lacres, Longfossé, Parenty, Samer, Zoteux, Bécourt és Bezinghem községekkel határos.

## Népesség
A település népességének változása:
| Lakosok száma | 519  | 552  | 585  | 600  | 609  | 618  | 630  | 618  | 605  |
|               | 2013 | 2015 | 2016 | 2017 | 2018 | 2019 | 2020 | 2021 | 2022 |